# Гувернорат Тубас
Гувернорат Тубас (арап. محافظة طوباس) је административни округ Палестине, на североистоку Западне обале. Главни град округа или мухфаза је град Тубас. У 2007. години, број становника је био 50.267, који је порастао на 60.927 у 2017. години.

## Историја
Током османског периода, регион који је касније формирао гувернорат Тубас припадао је Џабалу Наблусу. Као и други региони периферног залеђа Наблуса, пратио је провинцијски центар, вођен блиском мрежом економских, друштвених и политичких односа између Наблусових урбаних угледника и околине града. Уз помоћ руралних трговинских партнера, ови урбани угледници успоставили су трговачке монополе који су трансформисали аутаркичну економију Џабала Наблуса у тржиште вођено извозом, испоручујући огромне количине готовинских усева и готових производа на оф-шор тржишта. Повећана потражња за овом робом у урбаним центрима Османског царства и у Европи подстакла је демографски раст и ширење насеља у низинама које окружују Џабал Наблус.

## Места
У надлежности покрајине налазе се 23 локалитета.

### Градови
- Тубас

### Општине
- Акаба
- Тамун

### Сеоски савет
- Бардала
- Еин ал-Беида
- Кардала
- Рас ал-Фара
- Тајасир
- Вади ал-Фара

### Сеоски кластери
- ал-Бикаја

### Избеглички кампови
- Фара